# Gasteranthus extinctus
Gasteranthus extinctus és una espècie de planta amb flors de la família de les gesneriàcies (Gesneriaceae). És endèmica a l'Equador. El seu hàbitat natural són els boscos montans humits subtropicals o tropicals. L'espècie és una petita herba que produeix flors taronges brillants que van donar lloc al nom del gènere Gasteranthus ("flor del ventre").

## Conservació
Gasteranthus extinctus va ser declarada extingida després que grans àrees de la selva tropical on es trobava van ser talades per a terres de cultiu. El 15 d'abril de 2022, la planta va ser redescoberta als contraforts dels Andes, i en clapes de la selva nebulosa a la Regió de Centinela de l'Equador, gairebé 40 anys després de l'última observació. G. extinctus va ser posteriorment reclassificada com a en perill crític.